# Chelifera chvalai
Chelifera chvalai är en tvåvingeart som beskrevs av Wagner 1984. Chelifera chvalai ingår i släktet Chelifera och familjen dansflugor.
Artens utbredningsområde är Uzbekistan. Inga underarter finns listade i Catalogue of Life.